# Martín Barba
Martín Barba (né le 2 décembre 1989 à Oaxaca de Juárez, Mexique), est un acteur mexicain. Il est diplômé de l'académie CEA de televisa.

## Filmographie
- 2012 : Último año (MTV) : Benjamín Casanegra
- 2013 : La patrona (Telemundo) : David Beltran Suarez
- 2014 : En otra piel (Telemundo) : Ricardo Cantu
- 2014 - 2015 : Señora Acero (Telemundo) : Joaquin Fernandez
- 2015 - 2016 : Yo Quisiera (Televisa Espagna) : Pablo
- 2015 - 2016 : Yo soy Franky (Nickelodeon) : Christian Montero
- 2017 : Las Malcriadas (TV Azteca) : Eduardo Espinosa
- depuis 2019 : Club 57 (Nickelodeon) : Aureck
- 2023 : pacto del silencio : Alex